# Naturschutzgebiet Steltenberg

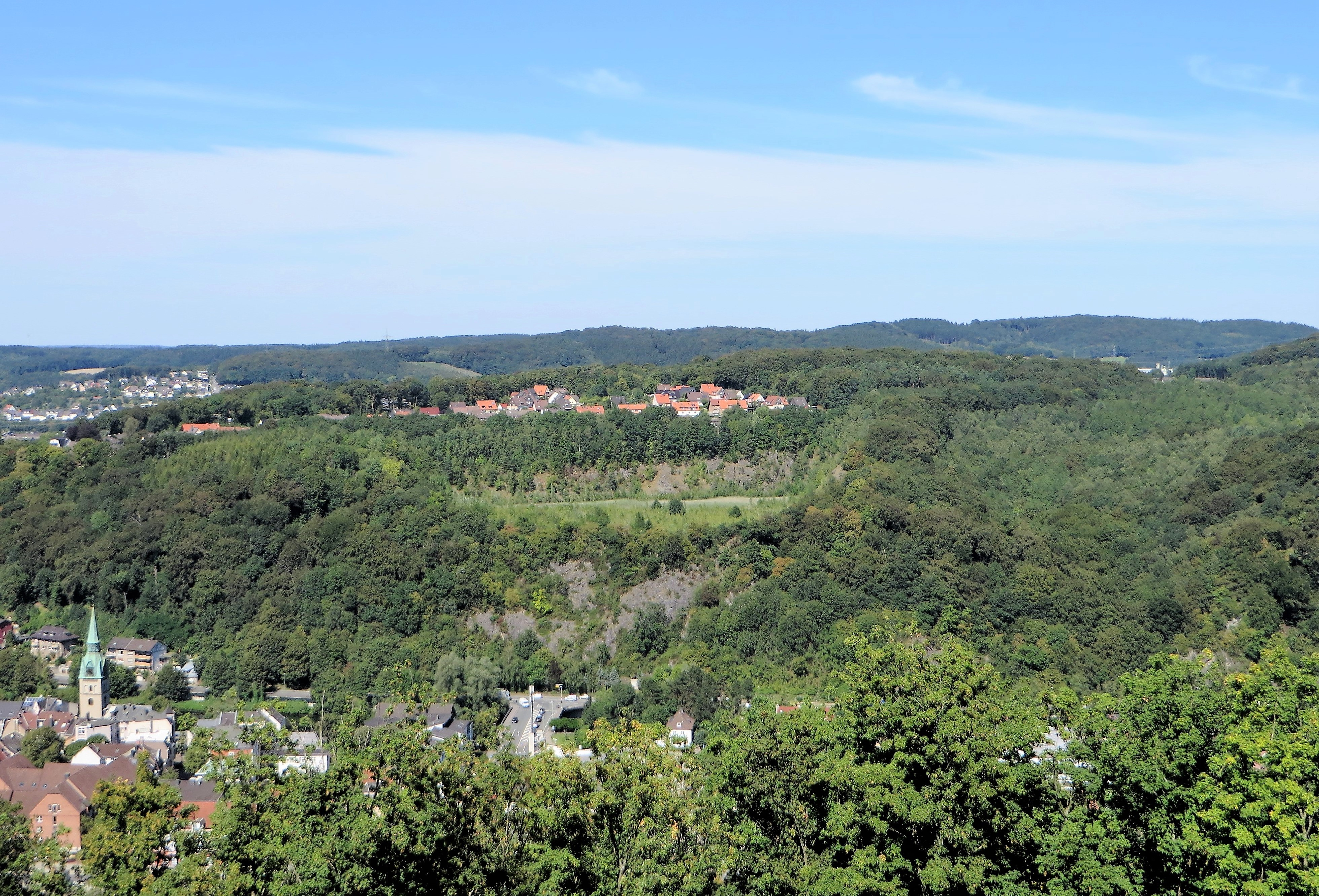
Naturschutzgebiet Steltenberg in der Bildmitte

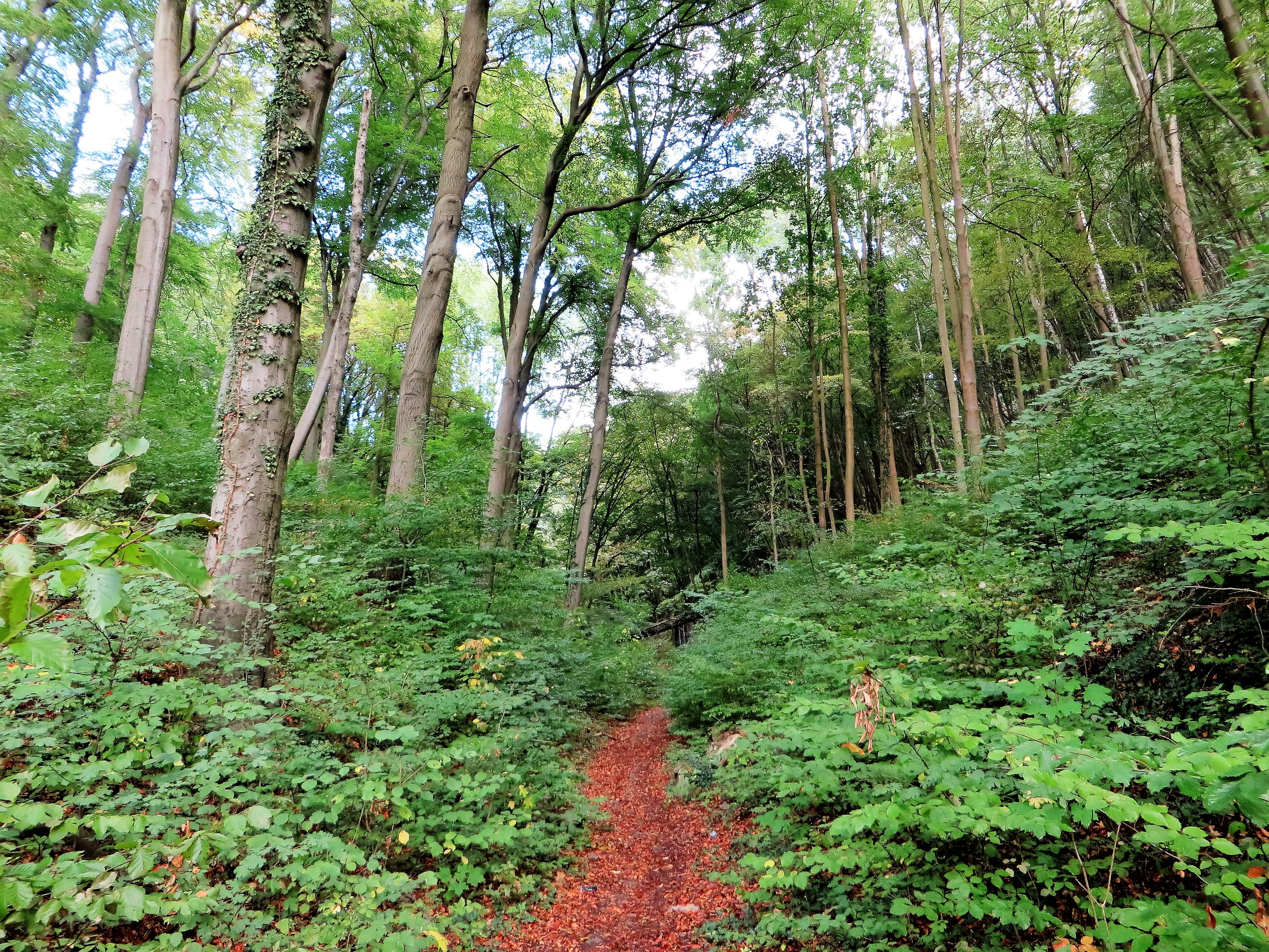
Wanderweg Strunkschlenke im Naturschutzgebiet

Das Naturschutzgebiet Steltenberg mit einer Flächengröße von 42,29 ha befindet sich auf dem Gebiet der kreisfreien Stadt Hagen in Nordrhein-Westfalen. Das Naturschutzgebiet (NSG) wurde 1994 mit dem Landschaftsplan der Stadt Hagen vom Stadtrat von Hagen ausgewiesen. Es liegt im Stadtteil Hohenlimburg. Im Osten grenzt das NSG direkt an das Landschaftsschutzgebiet Steltenberg, Oege mit dem Steinbruch der Hohenlimburger Kalkwerke. Im Norden, Südwesten, Südosten und Osten grenzen bebaute Bereiche an, darunter eine größere Kleingartenanlage. Dabei trennt nur eine Häuserreihe das NSG im Nordwesten von Bundesstraße 7. Im Südwesten trennt nur die Mühlenwegstraße das NSG vom Landschaftsschutzgebiet Lenne-Niederung mit der Lenne.

## Gebietsbeschreibung
Das NSG umfasst ein Waldgebiet. Auch botanisch wertvolle Kalkmagerrasen und Felsrasengesellschaften sind vorhanden. Auch kleine Siepen mit Hochstaudenfluren, Stillgewässern und der 1967 stillgelegte Kalksteinbruch Rolloch I der Hohenlimburger Kalkwerke befinden sich im Gebiet. Im Steilhang zur Lenne, Oeger Klippchen genannt, befinden sich mehrere geologische und auch archäologisch bedeutsame Höhlen. Dabei sind besonders die Oeger Höhle mit 39 m Höhlenlänge, die Dr.-Wolf-Höhle mit 161 m Länge und die Seegrotte mit 159 m Länge zu erwähnen.
In der Flora haben sich inzwischen Orchideen eingefunden. Es handelt sich nach erster Einschätzung um Hybriden aus dem Fleischfarbenen Knabenkraut (Dactylorhiza incarnata) und dem Fuchs’ Knabenkraut (Dactylorhiza furchsii) sowie aus dem Fuchs'- und dem Breitblättrigen Knabenkraut (Dactylorhiza majalis), Ferner fanden sich auch Schachtelhalme und Schachtelhalmhybride ein.

## Schutzzweck
Das NSG wurde zur Erhaltung und Wiederherstellung von Lebensgemeinschaften oder Lebensstätten bestimmter wildlebender Pflanzen- und wildlebender Tierarten sowie zur Erhaltung und Entwicklung überregional bedeutsamer Biotope seltener und gefährdeter sowie landschaftsraumtypischer wildlebender Pflanzen- und wildlebender Tierarten von europäischer Bedeutung als Naturschutzgebiet ausgewiesen.